# Alamagan
Alamagan é uma ilha das Ilhas Marianas Setentrionais,  situada a aproximadamente 56 km a norte de Guguan e 111 km a sul de Pagan.

## Características
O vulcão da ilha (Bandeera Peak) tem uma grande caldeira no cume. A última erupção do vulcão foi registada em 1917. O oeste da ilha é cortado por profundos desfiladeiros cobertos de vegetação. O sudeste é uma rampa feita de lava que chega ao mar. Na ilha há profundos vales e covas. Há fontes de água tépida na parte norte da ilha.
Alamagan é uma reserva natural para a ave endémica Acrocephalus luscinius.
Historicamente a ilha foi colonizada pelos Chamorros, que deixaram vestígios arqueológicos incluindo pedras trabalhadas e cerâmica. Depois foi território espanhol desde o século XVII até 1899, quando foi vendida à Alemanha (juntamente com o resto do arquipélago) e integrada na Nova Guiné Alemã. Ocupada pelo Japão na Segunda Guerra Mundial, foi retomada pelos Estados Unidos, tendo sido esporadicamente habitada nas décadas mais recentes. Presentemente está desabitada.
A árvore mais comum é o coqueiro.